# Пакуаш
Пакуа́ш (абх. Ҧақәашь, груз. ფოქვეში) — село в Абхазии, в Очамчырском районе частично признанной Республики Абхазия, согласно административному делению Грузии — в Очамчирском муниципалитете Абхазской Автономной Республики. Расположено к северо-востоку от райцентра Очамчира в равнинной полосе, вытянуто с юга на север по левому берегу реки Галидзга. В советское время в разные периоды официально именовалось Поквеши и Поквеш. В административном отношении село представляет собой административный центр Пакуашской сельской администрации (абх. Ҧақәашь ақыҭа ахадара), в прошлом Поквешский сельсовет.

## Границы
На северо-западе Пакуаш граничит с селом (сельской администрацией) Акуаскиа, на севере — с селом (с/а) Гуп; на востоке — с селом (с/а) Река и Ткуарчалским районом; на юге — (через ранее отдельную с/а Охурей) с селом (с/а) Илор; на западе — с селом (с/а) Баслаху по реке Галидзга.

## Население
| Численность населения | Численность населения | Численность населения | Численность населения | Численность населения |
| 1886                  | 1926                  | 1959                  | 1989                  | 2011                  |
| --------------------- | --------------------- | --------------------- | --------------------- | --------------------- |
| 1605                  | ↗1859                 | ↘1725                 | ↗1762                 | ↘1202                 |

Население Поквешского сельсовета по данным переписи 1989 года составляло 1762 человека, по данным переписи 2011 года население сельской администрации Пакуаш составило 1202 человека (в основном абхазы).
По данным переписи населения 1886 года в селении Пакуаш проживало православных христиан — 1605 человек, мусульман-суннитов не было. По сословному делению в Пакуаше имелось 72 князя, 8 представителей православного духовенства и 1525 крестьян. Дворян и представителей «городских» сословий в Пакуаше не проживало.
| Год переписи | Этнический состав                        |
| ------------ | ---------------------------------------- |
| 1886         | абхазы 99,5%; грузины 0,5%               |
| 1926         | абхазы 95,2%; грузины 3,0%; турки 0,9%   |
| 1959         | абхазы (нет точных данных)               |
| 1989         | абхазы (нет точных данных)               |
| 2011         | абхазы 98,1%, грузины 0,7%, русские 0,6% |

## Известные уроженцы и жители
- Начкебиа Даур Капитонович — писатель, с 2011 года министр образования Республики Абхазия.

## Историческое деление
Село Пакуаш исторически подразделяется на 6 посёлков (абх. аҳабла):
- Агууаа (Пакуаш-Агу)
- Акираху
- Акуараш
- Кацихабла
- Урта
- Чачхалиаа Рхабла (Сачачхалиа)

## Использованная литература
1. Кварчия В. Е. Историческая и современная топонимия Абхазии (Историко-этимологическое исследование). — Сухум: Дом печати, 2006. — 328 с.
2. Кәарҷиа В. Е. Аҧсны атопонимика. — Аҟәа: 2002. — 686 д. (абх.)